# Joaquín Berthold
Joaquín Berthold (* 16. März 1980 in San Isidro, Buenos Aires, Argentinien) ist ein argentinischer Schauspieler.

## Leben
Joaquín Berthold, der deutsche Vorfahren hat, studierte von 1997 bis 2000 Schauspiel an der Conservatorio Nazionale di Arte Drammatica. 
Er begann seine Karriere 2004 mit Theaterstücken; seine ersten Erfahrungen im Fernsehen sammelte mit verschiedenen Rollen in argentinischen TV-Serien. Als Herbert John war er 2008 in dem französischen Fernsehfilm Die Hetzjagd zu sehen. Im darauffolgenden Jahr verkörperte er den Henchman in Lucky Luke.
Seinen internationalen Durchbruch hatte Berthold 2012 mit der Hauptrolle des Matias „Mati“ LaFontaine in der Disney-Channel-Telenovela Violetta..

## Filmografie (Auswahl)
- 2008: Die Hetzjagd (La Traque)
- 2009: Lucky Luke
- 2010: Terra ribelle
- 2010: Para vestir santos
- 2012: Der deutsche Freund (El amigo alemán)
- 2012–2015: Violetta
- 2017–2018: Soy Luna
- 2017–2019: Juacas
- 2023: Selenkay